# Sypilus ferrugineus
Sypilus ferrugineus is een keversoort uit de familie Vesperidae. De wetenschappelijke naam van de soort werd voor het eerst geldig gepubliceerd in 1913 door Pierre Emile Gounelle.